# Ascionana latirima
Ascionana latirima är en kräftdjursart som beskrevs av Just och Wilson 2004. Ascionana latirima ingår i släktet Ascionana och familjen Paramunnidae. Inga underarter finns listade i Catalogue of Life.